# Jealousy (film 1916)
Jealousy è un film muto del 1916 sceneggiato e diretto da Will S. Davis.

## Trama
Rovinato finanziariamente, il padre di Anne si suicida. La donna, allora, cerca protezione e conforto da Carney, un ricco agente di cambio, benché sia innamorata di un altro, un pittore spiantato. Anne e Carney si sposano, promettendo di rispettare il patto di fare un matrimonio senza essere innamorati l'uno dell'altra. Ma quando lui trova il pittore nella camera della moglie, la lascia.
Dopo il divorzio, Anne trova lavoro come ballerina in teatro, dove conosce Martin, un milionario che la chiede in moglie. Sposata per la seconda volta, Anne cerca comunque di rovinare il nuovo matrimonio di Carney con una signora della buona società. Ma i suoi piani falliscono e provocano anche la reazione di Martin che, disilluso, non vuole più rivedere la moglie.

## Produzione
Il film fu prodotto dalla Fox Film Corporation.

## Distribuzione
Distribuito dalla Fox Film Corporation, il film - presentato da William Fox - uscì nelle sale cinematografiche USA il 20 novembre 1916.